# Giulia Rubini
Pour les articles homonymes, voir Rubini.
Giulia Rubini, née le 2 juin 1935 à Pescara dans la région des Abruzzes en Italie, est une actrice italienne. Elle a été créditée pour ses rôles sous le nom de Giulia Rubini, Judy Robbins, Giuliana Rubini et Giulia Rubino.

## Biographie
Giulia Rubini naît en 1935 à Pescara. Le réalisateur Luciano Emmer la découvre en observant une photographie couleur de la future actrice affichée dans le magasin de son oncle, un photographe d’art installé à Rome. Il convainc la jeune fille de réaliser un essai et lui offre son premier rôle au cinéma dans la comédie dramatique L'Amour au collège (Terza liceo) en 1953. 
La même année, elle joue le rôle d’une jeune fille courtisée par un soldat dans le segment Serve et soldati du film Les Amants de Villa Borghese (Villa Borghese) de Gianni Franciolini et participe à la comédie de mœurs Les Jeunes Filles de San Frediano (Le ragazze di San Frediano), le premier long-métrage de Valerio Zurlini.
Ses rôles lancent sa carrière en Italie. Dans les années qui suivent, elle tourne notamment pour Gianni Franciolini, Carlo Borghesio, Camillo Mastrocinque, Giorgio Simonelli ou Mario Mattoli. Elle obtient plusieurs rôles de premier plan dans des productions italiennes et européennes. Dans la comédie franco-italienne Sous le ciel de Provence ( Era di venerdì 17) de Mario Soldati, elle joue ainsi le rôle de Maria, une jeune fille qui demande à un modeste représentant en chocolat incarné par Fernandel de se faire passer pour son mari auprès de sa famille. Dans le drame Tu es mon fils (La finestra sul Luna-Park) de Luigi Comencini, elle est la défunte mère du petit Mario. Elle partage l’affiche avec le comique napolitain Peppino De Filippo et le chanteur et acteur Teddy Reno dans la comédie sentimentale Peppino, le modelle e chella là de Mario Mattoli. Parmi d’autres rôles, elle est également une modeste secretaire dans I miliardari de Guido Malatesta ou la fille d’un redoutable faussaire incarné Peppino De Filippo dans La banda degli onesti de Camillo Mastrocinque.
Au début des années soixante, elle tourne principalement dans des comédies légères, des westerns-spaghettis et des films d’aventures. Dans le péplum David et Golath (David e Golia) de Richard Pottier et Ferdinando Baldi, elle incarne le personnage de Mikhal et donne la réplique à Orson Welles, Massimo Serato et Eleonora Rossi Drago. Elle est à l’affiche du téléfilm américain The Magnificent Rebel de Georg Tressler consacré à la vie de Ludwig van Beethoven. Dans le film d’action fantastique L'Atlantide (Antinea, l'amante della citta sepolta) d'Edgar George Ulmer et Giuseppe Martini qui revisite le mythe de l'Atlantide, elle joue le rôle d’une esclave qui tombe amoureuse de Jean-Louis Trintignant.
Approchée par la Columbia Pictures pour tourner des films aux États-Unis, elle refuse par désir de rester auprès de sa famille en Italie. Après la naissance de son second enfant en 1971, elle choisit de se consacrer à sa vie de famille et arrête sa carrière d’actrice.

## Filmographie

### Au cinéma
- 1953 : L'Amour au collège (Terza liceo) de Luciano Emmer
- 1953 : Les Amants de Villa Borghese (Villa Borghese) de Gianni Franciolini
- 1955 : Les Jeunes Filles de San Frediano (Le ragazze di San Frediano) de Valerio Zurlini
- 1955 : Ces demoiselles du téléphone (Le signorine dello 04) de Gianni Franciolini
- 1955 : Les Compères (I due compari) de Carlo Borghesio
- 1955 : I quattro del getto tonante de Fernando Cerchio
- 1956 : Totò faux-monnayeur (La banda degli onesti) de Camillo Mastrocinque
- 1956 : Porta un bacione a Firenze de Camillo Mastrocinque
- 1956 : Les Milliardaires (I miliardari) de Guido Malatesta
- 1956 : Sous le ciel de Provence ( Era di venerdì 17) de Mario Soldati
- 1956 : Guaglione de Giorgio Simonelli
- 1957 : Peppino, le modelle e... "chella llà" de Mario Mattoli
- 1957 : Vacanze a Portofino (Unter Palmen am blauen Meer) de Hans Deppe
- 1957 : Tu es mon fils (La finestra sul Luna-Park) de Luigi Comencini
- 1957 : Le Médecin et l'amour (El Hakim) de Rolf Thiele
- 1958 : Il terribile Teodoro de Roberto Bianchi Montero
- 1958 : Ricordati di Napoli de Pino Mercanti
- 1958 : Sorrisi e canzoni de Luigi Capuano
- 1958 : Giovane canaglia de Giuseppe Vari
- 1959 : Le Secret du chevalier d'Éon de Jacqueline Audry
- 1959 : La Terreur des barbares (Il terrore dei barbari) de Carlo Campogalliani
- 1960 : Les Nuits de Raspoutine (L'ultimo zar) de Pierre Chenal
- 1960 : David et Golath (David e Golia) de Richard Pottier et Ferdinando Baldi
- 1961 : L'Atlantide (Antinea, l'amante della citta sepolta) d'Edgar Georg Ulmer et Giuseppe Martini
- 1961 : Gordon, le chevalier des mers (Gordon, il pirata nero) de Mario Costa
- 1962 : La Nonne de Monza (La monaca di Monza) de Carmine Gallone
- 1963 : O tavromahos prohorei!.. de Sokrates Kapsaskis
- 1964 : La Griffe du coyote (Il Segno del coyote) de Mario Caiano
- 1964 : Mon colt fait la loi (Le pistole non discutono) de Mario Caiano
- 1964 : Les Repaires de la Jungle Noire (I misteri della giungla nera) de Luigi Capuano
- 1965 : La Frontière de la haine (I tre del Colorado) d'Amando de Ossorio
- 1966 : Ringo au pistolet d'or (Johnny Oro) de Sergio Corbucci
- 1968 : Le Pistolero de Paso Bravo (Uno straniero a Paso Bravo) de Salvatore Rosso
- 1968 : 7 pistole per un massacro de Mario Caiano

### À la télévision
- 1961 : The Magnificent Rebel de Georg Tressler

## Source
- Roberto Poppi et Enrico Lancia, Le attrici, Rome, Gremesse, 2003 (ISBN 88-8440-214-X), p. 318.